# Godemarci
Godemarci so naselje v Občini Ljutomer.